# Oceanapia ooita
Oceanapia ooita är en svampdjursart som först beskrevs av Kazuo Hoshino 1981.  Oceanapia ooita ingår i släktet Oceanapia och familjen Phloeodictyidae. Inga underarter finns listade i Catalogue of Life.